# Uvarovina daurica
Uvarovina daurica är en insektsart som först beskrevs av Boris Petrovich Uvarov 1928.  Uvarovina daurica ingår i släktet Uvarovina och familjen vårtbitare. Inga underarter finns listade i Catalogue of Life.